# حمید باشه‌آهنگر
حمید باشه آهنگر (متولد ۱۳۶۳ در اهواز) از تدوینگران ایرانی است. وی در چند مجموعهٔ تلویزیونی از جمله تا صبح (۱۳۸۵)، نردبام آسمان (۱۳۸۷) در سمت دستیار، و در فیلم‌های سرو زیر آب (۱۳۹۶)، ملکه (۱۳۹۰) و بیداری رویاها (۱۳۸۸) در سمت تدوینگر، و در فیلم نبات داغ (۱۳۸۱) به عنوان صدابردار فعالیت کرده است.

## فیلم‌شناسی

### فیلم‌های سینمایی
- سینما متروپل (۱۴۰۱)
- سرو زیر آب (۱۳۹۶)
- ملکه (۱۳۹۰)
- بیداری رویاها (۱۳۸۸)
- نبات داغ (۱۳۸۱)

### مجموعه‌های تلویزیونی
- نردبام آسمان (۱۳۸۷)
- تا صبح (۱۳۸۵)

## افتخارات

### افتخارات
- برندهٔ تندیس بهترین تدوین از شانزدهمین جشن سینمای ایران برای ملکه (۱۳۹۰)[۱]
- نامزد بهترین تدوین برای ملکه (۱۳۹۰) در ششمین جشن منتقدان سینما[۲]